# غلامحسین حافظی (روستا)
غلامحسین حافظی یک روستا در ایران است که در دهستان آبژدان واقع شده‌است. غلامحسین حافظی ۲۱ نفر جمعیت دارد.